# Reine Barkered

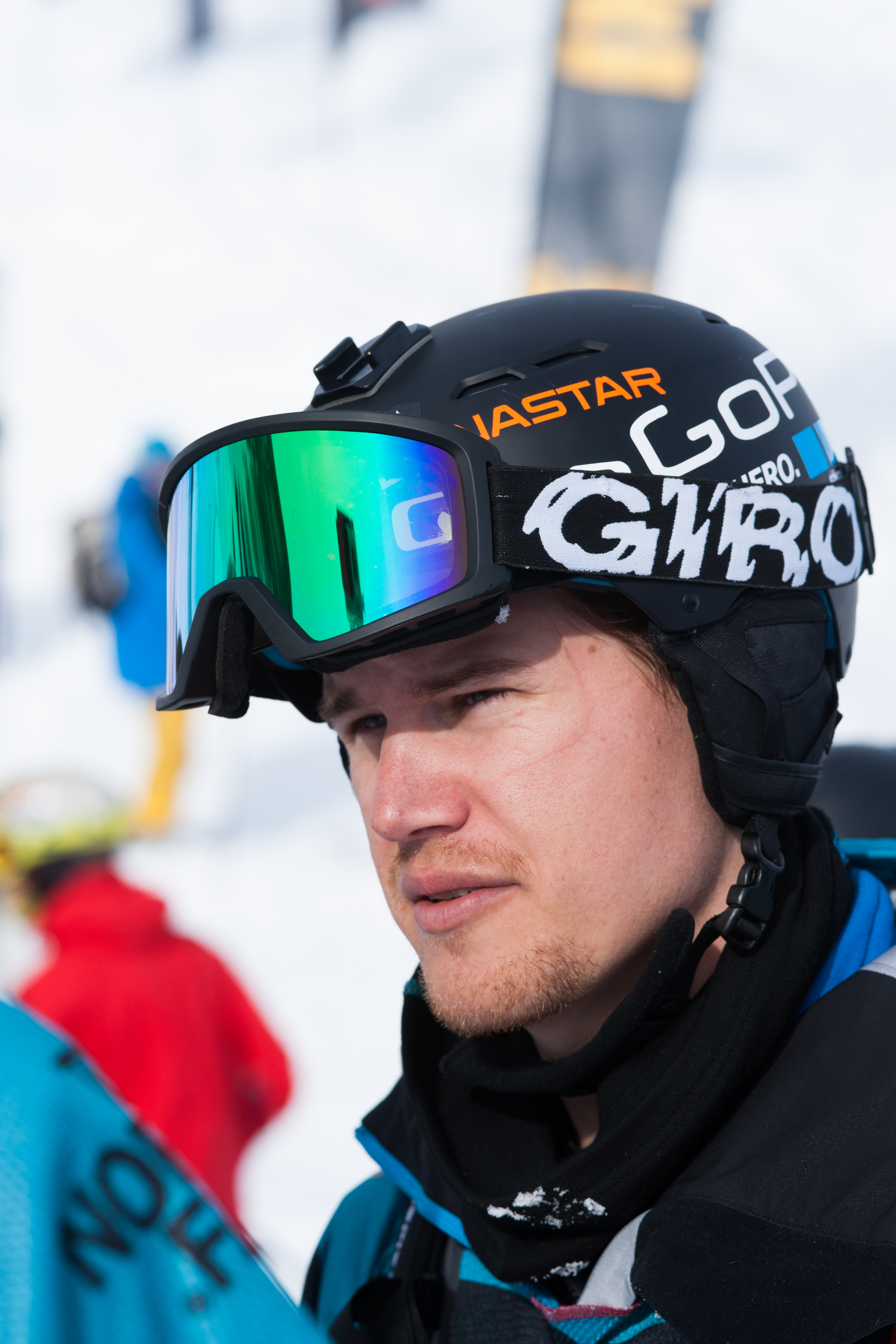
Reine Barkered vid Freeride World Tour i Chamonix

Reine Barkered, född 1982, är en svensk professionell friskidåkare från Duved.
Barkered startade karriären som alpin skidåkare innan fokuset flyttade till friåkning 2001. Han körde sin första friåkningstävling, Extrem SM 2004, en tävling han vann 2006 vilket också var sportens sista SM till dags dato. Han har tävlat i Scandinavian big mountain championship, också känt som Extrem NM (världens äldsta friåkningstävling) sedan 2004.
2006 började Barkered att tävla på internationell nivå och 2008 kvalade han till det nystartade Freeride World Tour. Han slutade på en andra plats sitt första år. Han har gått under smeknamnet 'The mayor of stomptown' och har en klippa döpt efter sig på berget Bec des Rosses, som är platsen för finalen på Freeride World Tour varje år.
Tävlingssäsongen 2012 vann Barkered hela Freeride World Tour och kunde därmed kalla sig världsmästare i friåkning samma år blev han utnämnd av Transition Magazine till "Big Mountain Skier of the year".
2017 vann han sitt tredje Xtreme Verbier vilket placerade honom bland de få åkare som vunnit den prestigefyllda finalen tre gånger, vilket enligt ryktet ger ett livstids "wild card" till eventet. 
2016 gifte han sig med en annan idrottare från världstouren, Jackie Paaso från USA.

## Freeride World Tour resultat

### Säsongsresultat[7]
| Säsong | Ålder | Total placering |
| ------ | ----- | --------------- |
| 2009   | 27    | 2               |
| 2010   | 28    | 7               |
| 2011   | 29    | 4               |
| 2012   | 30    | 1               |
| 2013   | 31    | 2               |
| 2014   | 32    | 4               |
| 2015   | 33    | 3               |
| 2016   | 34    | 6               |
| 2017   | 35    | 2               |
| 2018   | 36    | 11              |
| 2019   | 37    | 13              |
| 2020   | 38    | 7               |

## Filmografi
- 2009 RAD Films - Double UP[8]

- 2010 Second Hands - Second best friends[9]

- 2017 Winning run Xtreme Verbier